# Tom i Jerry
Tom i Jerry je serija animiranih kratkih filmova koje su 1940. godine stvorili William Hanna i Joseph Barbera fokusirajući se na suparništvo dvojice protagonista, mačka Toma i miša Jerryja; ima svjetsku distribuciju i jedna je od najpopularnijih i najcjenjenijih serija koja je osvojila sedam Oscar za najbolji kratkometražni animirani film, izjednačivši Silly Symphony Walta Disneyja s najviše nagrada u toj kategoriji. Tom & Jerry postao je animirani filmski serijal s najvećom zaradom ikad, nadmašivši Looney Tunes.
Hanna i Barbera režirali su 114 kratkih filmova za Metro-Goldwyn-Mayer između 1940. i 1957. godine. Nakon zatvaranja animacijskog studija 1957. godine, MGM je producirao još 13 kratkih filmova i dao ih je režirati Gene Deitchu za Rembrandt Films od 1961. do 1962. godine. Sljedeće godine Chuck Jones producirao je još 34 kratka filma sa Sib-Tower 12 Productions do 1967. godine. Godine 2001. nastao je televizijski kratki film Tom i Jerry: The Mansion Cat, dok je 2005. godine objavljen posljednji kratki film The Karate Guard. Na temelju ove serije kratkih filmova snimljene su i televizijske serije The Tom and Jerry Show (1975.), Avanture Toma i Jerryja (1980.-1982.), Tom i Jerry kao klinci (1990.-1993.), Tom i Jerry priče (2006.-2008.) i Tom i Jerry show  (2014.). Prvi dugometražni film, Tom and Jerry: The Movie (1992.), nakon čega je uslijedio niz izravnih video filmova od 2001. godine.
U Hrvatskoj se danas prikazuju na Novoj TV, Doma TV, RTL Kockici, Boomerang i Cartoon Networku.

## Filmografija

### Kratki filmovi
Prije 1954. godine snimljeni su svi kratki filmovi s omjerom slike 1.375:1 (omjer Akademije); 1954. i 1955. neki su proizvedeni u dvije verzije: jednoj s omjerom slike 1,75:1 a u drugoj s procesom CinemaScope. Od 1955. do zatvaranja animacijskog studija MGM svi crtići Toma i Jerryja proizvedeni su isključivo u Cinemascopeu.

### Igrani filmovi

#### Kino filmovi
| Naziv                    | Godina             | Studio                                                        | Distributer           |
| ------------------------ | ------------------ | ------------------------------------------------------------- | --------------------- |
| Tom and Jerry: The Movie | 1. listopada 1992. | Live Entertainment Turner Entertainment WMG Film Film Roman   | Miramax               |
| Tom i Jerry              | 26. veljače 2021.  | Warner Animation Group Turner Entertainment The Story Company | Warner Bros. Pictures |

#### Direct-to-video
Svi direct-to-video filmovi su producirani od strane Turner Entertainment i Warner Bros. Animation.
| Naziv                                        | Godina              |
| -------------------------------------------- | ------------------- |
| Tom i Jerry: Magični prsten                  | 12. studenoga 2001. |
| Tom i Jerry lete na Mars                     | 18. siječnja 2005.  |
| Tom i Jerry: Brzi i dlakavi                  | 11. listopada 2005. |
| Tom i Jerry među gusarima                    | 22. kolovoza 2006.  |
| Tom i Jerry: Priča o Orašaru                 | 2. listopada 2007.  |
| Tom i Jerry: Sherlock Holmes                 | 27. kolovoza 2010.  |
| Tom i Jerry i Čarobnjak iz Oza               | 23. kolovoza 2011.  |
| Tom i Jerry: Robin Hood i njegov veseli miš  | 2. listopada 2012.  |
| Divovska pustolovina Toma i Jerryja          | 6. kolovoza 2013.   |
| Tom i Jerry: Izgubljeni zmaj                 | 4. rujna 2014.      |
| Tom i Jerry: Špijuni                         | 23. lipnja 2015.    |
| Tom i Jerry: Povratak u Oz                   | 21. lipnja 2016.    |
| Tom i Jerry: Willy Wonka i tvornica čokolade | 27. lipnja 2017.    |
| Tom and Jerry: Cowboy Up!                    | 25. siječnja 2022.  |
| Tom i Jerry u Zemlji snjegovića              | 15. studenoga 2022. |

### Televizijske serije
| Naziv                                     | Sezona | Epizoda | Datum       | Studio                                         | Mreža                                                                                  |
| ----------------------------------------- | ------ | ------- | ----------- | ---------------------------------------------- | -------------------------------------------------------------------------------------- |
| The Tom and Jerry Show                    | 1      | 16      | 1975.       | Hanna-Barbera Productions MGM Television       | ABC                                                                                    |
| Avanture Toma i Jerryja                   | 1      | 15      | 1980.       | Filmation MGM Television                       | CBS                                                                                    |
| Tom i Jerry kao klinci (Tom & Jerry Kids) | 4      | 65      | 1990.–1993. | Hanna-Barbera Productions Turner Entertainment | Fox Kids                                                                               |
| Tom i Jerry priče (Tom and Jerry Tales)   | 2      | 26      | 2006.–2008. | Turner Entertainment Warner Bros. Animation    | Kids'WB                                                                                |
| Tom i Jerry show (The Tom and Jerry Show) | 5      | 117     | 2014.–2021. | Turner Entertainment Warner Bros. Animation    | Cartoon Network (2014.–2016.) Boomerang SVOD (2017.–2021.) Cartoon Network App (2021.) |
| Tom and Jerry Special Shorts              | 1      | 2       | 2021.       | Turner Entertainment Warner Bros. Animation    | HBO Max                                                                                |
| Tom and Jerry in New York                 | 2      | 13      | 2021.–danas | Turner Entertainment Warner Bros. Animation    | HBO Max                                                                                |
| Tom and Jerry Time                        | TBA    | TBA     | 2022.       | Turner Entertainment Warner Bros. Animation    | Cartoonito                                                                             |

## Likovi
- Thomas "Tom" Cat je plavi mačak
- Jerald "Jerry" Mouse je smeđi miš
- Spike
- Tyke
- Mammy Two Shoes
- Nibbles
- Butch
- Toodles Galore

## Nagrade
Oscar za najbolji kratkometražni animirani film
- 1944. - The Yankee Doodle Mouse
- 1945. - Mouse Trouble
- 1946. - Quiet Please!
- 1947. - The Cat Concerto
- 1949. - The Little Orphan
- 1952. - The Two Mouseketeers
- 1953. - Johann Mouse

## Sinkronizacija na hrvatski jezik
- Gospođa Dvocipela (crnkinja domaćica): glas je posudila Branka Cvitković[1]

## Vanjske poveznice
- Tom and Jerry Online - An Unofficial Site
- Tom and Jerry -  The Movie